# Fratres (Arvo Pärt)
Fratres (Lateinisch für „Brüder“) ist ein musikalisches Werk des estnischen Komponisten Arvo Pärt, das seinen Tintinnabuli-Stil der Komposition veranschaulicht. Es handelt sich um dreistimmige Musik, geschrieben 1977, ohne feste Besetzung, und wurde als „hypnotisierende Variationen über ein sechstaktiges Thema beschrieben, die hektische Aktivität und erhabene Stille kombinieren und Pärts Beobachtung, dass“der Augenblick und die Ewigkeit in uns kämpfen„, auf den Punkt bringen“.

## Struktur
Strukturell besteht Fratres aus einer Reihe von neun Akkordfolgen, die durch ein wiederkehrendes Schlagzeugmotiv (das sogenannte „Refugium“) getrennt werden. Die Akkordfolgen selbst folgen einem Muster, und während die fortschreitenden Akkorde einen reichhaltigen harmonischen Raum erforschen, wurden sie mit Hilfe einer einfachen Formel erzeugt.
Fratres wird von drei Hauptstimmen getragen. Die tiefe und die hohe Stimme beschränken sich jeweils auf die Töne der harmonischen D-Moll-Tonleiter (D, E, F, G, A, B, Cis); die mittlere Stimme beschränkt sich auf die Töne des a-Moll-Dreiklangs (A, C, E). Das gesamte Stück wird von Bordun-Tönen in A und E unterlegt, die vor allem in der Pause zwischen den einzelnen Sequenzen zu hören sind.
Die Akkorde werden durch Bewegung der drei Stimmen erzeugt: Die tiefe Stimme beginnt bei Cis, die hohe Stimme bei E. Sowohl die tiefe als auch die hohe Stimme bewegen sich gleichzeitig auf der harmonischen Molltonleiter in D aufwärts oder abwärts, wobei die Richtung der Bewegung von der Position innerhalb der Sequenz abhängt. Die mittlere Stimme beginnt bei A und spielt ein anderes Muster (A, E, E, C, C, C, C, A, A, E, E, C, C, A). Die erzeugten Akkorde schaffen harmonische Mehrdeutigkeit, da sowohl Cis als auch C vorhanden sind, was ein A-Dur- oder A-Moll-Gefühl erzeugt.

## Versionen
Obwohl oft mit Violine und Klavier aufgeführt, existieren auch Versionen für größere Besetzungen wie Streichquartett oder Kammerorchester. Aufführungen durch Alte-Musik-Spezialisten wurden ebenfalls befürwortet.
Zu den Fassungen für Ensembles gehören:
- Kammerorchester (1977)
- vier, acht, zwölf, etc. Celli (1982)
- Streichquartett (1989)
- Bläser- und Perkussionsoktett (1990)
- Streich- und Schlagzeugorchester (1991)
- Blasorchester (2004)
- drei Blockflöten, Schlagzeug und Cello oder Viola da Gamba (2009)
- Saxophonquartett (2010)

Fassungen für Soloinstrument und Begleitung:
- Violine und Klavier (1980)
- Cello und Klavier (1989)
- Violine, Streichorchester und Schlagzeug (1992)
- Posaune, Streichorchester und Schlagzeug (1993)
- Cello, Streichorchester und Schlagzeug (1995)
- Gitarre, Streichorchester und Schlagzeug (2000)
- Viola und Klavier (2003)
- vier Schlagzeuger (2006)
- Viola, Streichorchester und Schlagzeug (2008)

## Im Film
Die Komposition wurde für zahlreiche Filme und Dokumentationen verwendet. Zu den bemerkenswerten Verwendungen gehören:
- 1987: Rachel River, Regie Sandy Smolan
- 1992: Sneakers, Regie Phil Alden Robinson
- 1996: Mother Night, Regie Keith Gordon; Fratres wird von Tasmin Little (Violine) und Martin Roscoe (Klavier) aufgeführt
- 1997: Winter Sleepers, Regie Tom Tykwer
- 1999: achtteiliger PBS-Dokumentarfilm New York: A Documentary Film, Regie Ric Burns
- 2001: A Knight's Tale, Regie Brian Helgeland,
- 2005: achtteiliger BBC-Dokumentarfilm Auschwitz: The Nazis and the ‘Final Solution’, produziert von Laurence Rees, nutzt die Einspielung von 1997 durch das Orchester der Ungarischen Staatsoper unter der Leitung von Tamás Benedek
- 2006: La Morte Rouge, Regie Victor Erice
- 2007: There Will Be Blood, Regie Paul Thomas Anderson
- 2013: To the Wonder, Regie Terrence Malick
- 2013: The Place Beyond the Pines, Regie Derek Cianfrance
- 2013: Violette, Regie Martin Provost
- 2015: El Club, Regie Pablo Larraín
- 2017: Dokumentarfilm Mountain, Regie Jennifer Peedom
- 2017: Félicité, Regie Alain Gomis

### In anderen Kompositionen
Der Jazzpianist Aaron Parks hat Elemente von Fratres in seine Komposition Harvesting Dance eingebaut, die auf seinem Album Invisible Cinema und auf Terence Blanchards Album Flow zu hören ist.